# Nicephora forficulata
Nicephora forficulata är en insektsart som beskrevs av George Clifford Carl 1921. Nicephora forficulata ingår i släktet Nicephora och familjen vårtbitare. Inga underarter finns listade i Catalogue of Life.